# Sant Andreu de la Quera
Sant Andreu de la Quera és una església romànica d'Estamariu (Alt Urgell) protegida com a bé cultural d'interès local.

## Descripció
Les restes de l'antiga església de Sant Andreu de la Quera s'ubiquen dins d'una balma que fan d'aquesta església l'única de característiques troglodítiques de la comarca de l'Alt Urgell. La balma que acull les restes presenta una orientació est-oest i, a banda de l'església, presenta tres altres estructures diferenciades que es disposen en sentit lineal, seguint la seva orientació.
Totes aquestes estructures que configuren el conjunt estan articulades per la balma que les cobreix parcialment i que ha estat objecte d'un aterrassament per poder-hi construir l'església i de rebaixos importants per poder acollir els altres tres recintes ubicats mes a ponent.
Les restes de l'església de Sant Andreu es troben a l'extrem de llevant del conjunt. Malgrat la pèrdua de bona part de la seva estructura, es perfectament reconeixible com a església. El recinte ha perdut totalment la coberta i només conserva unes deu filades dels seus murs perimetrals. Es tracta d'una petita església d'una sola nau capçada a llevant per un absis semicircular que s'obre a la nau a través d'un plec absidal. Els murs estan construïts amb carrerons desbastats de pedra calcària, units amb morter de calç i disposats amb filades força regulars. El mur de migdia està recrescut amb un mur de contenció adossat, construït amb carreus de majors dimensions. Aquest mur de migdia es l'únic tancament lateral de la nau, ja que al sector nord es la paret interior de la balma la que fa de tancament. En aquest sector no hi ha mur sinó les restes d'una galeria d'arcs de mig punt, de la qual resta un pilar de secció quadrangular amb l'arrencada de dos d'aquests ares, i la base escapçada de dos pilars mes, alineats amb l'anterior, que ens estarien parlant de l'existència d'almenys tres ares, l'arrencada de dos deis quals, amb carreus de pedra tosca, es encara perfectament visible al pilar de mes a ponent.
L'entaulament aparentment pla de l'únic pilar intacte amb les dues arrencades d'arc no aporten cap pista sobre la coberta del conjunt, que queda arrecerat només de forma parcial per la balma i, per tant, li calia una coberta d'obra per completar l'aixopluc de la nau. Tot i que la part alta de la balma presenta alguns orificis que ens podrien fer pensar en forats per adaptar les subjeccions d'alguna estructura de coberta de fusta, les dades de qué disposem son massa minses com per poder emetre una diagnosi al respecte.
D'altra banda, l'església presenta una clara solució de continuïtat aproximadament a l'alçada de l'inici del tram presbiteral, formada per un tall net del parament del mur de migdia i l'existència de dos pilars adossats al sector de ponent de l'església. Es difícil determinar la naturalesa d'aquesta solució de continuïtat, i mes tenint en compte que les diferències del parament entre un i altre costat del tall detectat son mínimes, per no dir pràcticament inexistents. Podria respondre a una ampliació del temple cap a ponent, sense poder-ho afirmar amb seguretat per manca d'estudis. Del mur perimetral de ponent, on devia ubicar-se la porta d'accés del conjunt, pràcticament no en resta res. L'estructura de l'edifici i la tipologia deis seus paraments s'inclouen el temple dins de la tipologia del romànic i plantegen una cronologia pròpia del segle xi.
Adossat a ponent de l'església hi ha un recinte de planta trapezoïdal, tancat per la paret de la balma al nord i amb tres murs que defineixen els altres costats del seu perímetre. El parament deis murs es de carreuons lligats amb morter de calç, amb una disposició irregular. El mur de migdia presenta una espitllera prop de la cantonada sud-occidental. La porta d'accés al conjunt es troba al mur de ponent, i a l'interior del recinte hi ha una banqueta d'obra adossada al mur de llevant, que ocupa tota la seva llargària.
Uns sis metres a ponent trobem un tercer recinte, de planta quadrangular i tancat al nord per la paret de la balma. Els tres murs perimetrals que s'adossen a la balma estan construïts amb carreus de mides i formes irregulars, amb les cantonades reforçades amb carreus d'una entitat superior, tots ells lligats amb morter de calç. Aparentment, la porta d'accés es trobaria al mur de migdia, tot i que està ensorrat en la seva major part i no hi ha restes deis muntants. El mur de llevant, per la seva cara interior, presenta una fornícula quadrangular a mitja alçada. A l'interior del recinte, la paret de la balma presenta dues concavitats molt pronunciades que han estat aprofitades per crear un recinte secundari, separat del principal per un muret de pedra seca.
Sembla que tots dos recintes estarien pensats per allotjar persones i, probablement, haurien d'haver tingut alguna mena de coberta que no s'ha conservat. Novament, l'existència d'orificis a la part alta de la balma, ens podria estar parlant d'encaixos d'algun tipus de coberta que s'ha perdut.
El darrer recinte vinculat al conjunt de Sant Andreu de la Quera es un gran tancat adossat a ponent del recinte anterior. Es tracta d'un recinte de planta rectangular, el de major extensió de tot el conjunt que, com els anteriors, adossa el seu sector nord a la paret de la balma. Els tres murs perimetrals estan construïts amb carreuons irregulars disposats també d'una manera totalment irregulars i sense cap mena de lligam entre ells, és a dir, de pedra seca. Presenta una porta d'accés al mur sud i, a diferencia dels recintes anteriors, no s'aprecien orificis a la part alta de la balma que poguessin indicar ('existència d'algun tipus de coberta. La tipologia mes basta de la seva construcció, en comparació amb les altres estructures, i la presencia abundant de fems d'ovella a la solada del recinte, fa pensar en una funció pensada per guardar el bestiar.
Així com l'església es pot datar del segle xi a partir de criteris estilístics, la inexistència de cap indici cronològic tangible en la resta de les estructures no permet aproximar la cronologia de la resta de les estructures que, no obstant, no hauria de coincidir necessàriament amb la de l'església.

## Història
Tradicionalment, arran d'un seguit de confusions que remunten als temps del pare Jaume Villanueva, que l'any 1821 publica l'anomenat document de restauració i donació del monestir de Pino sancto, les ruïnes que identifiquem actualment com Sant Andreu de la Quera s'havien identificat amb l'anomenat monestir de Sant Vicenç de Pinsent (DELCOR, 1979; CATALUNYA ROMÁNICA, 1992: 201-202). Avançada la dècada de 1990, però, es va arribar a la conclusió que Sant Vicenç de Pinsent era una altra cosa, probablement el terme d'allò que posteriorment serien els Banys de Sant Vicenç, i que les ruïnes situades prop de l'anomenada Quera vella pertanyien, en realitat, a l'antic monestir de Sant Andreu de la Quera (BARAUT, 1998; SANSALVADOR i PEIDRÓ, 1998: 45-47).
La primera noticia coneguda d'aquest monestir se situa a cavall deis segles IX i X. Es tracta de la donació feta pel prevere Venenatus al seu germà Digne, concepte que caldria interpretar com el seu germà de congregació abans que com a germà de sang, d'una església dedicada a Sant Andreu, edificada per l'esmentat Venenatus al lloc de la font anomenada Lactavice. L'objecte de la donació seria una església monàstica, d'acord amb la lletra de la donació, i l'esmentat Venenatus establia que el beneficiari de la donació hauria de regir els germans que hi vivien com a mestre. D'altra banda, el document recull les afrontacions d'aquesta església de Sant Andreu, que eren fixades al riu Segre, al cim de l'anomenat monte Afralle, que contrastat amb altres documents identificaríem amb l'actual muntanya del Beneïdor, la rocha Rubia qui vergit contra ipsa gorgante et discurrit usque in flumen Sigeris, és a dir, la roca Roja que s'aboca contra el congost i baixa fins al riu Segre, que identifiquem amb el Roc Roí, que es troba a un quilòmetre a ponent de les ruïnes i, finalment, el coll de Llanera, que actualment no es correspon amb cap topònim proper a Sant Andreu de la Quera. El document està datat de l'any quinzè del regnat del rei Caries, que be podria ser Carles el Calb (840-877) o be Caries el Simple (898-929). Com que no hi ha cap element que permeti especificar al document quin deis dos Carles es el rei esmentat, en funció de l'un o l'altre, el document podria estar datat de l'any 855 o be de l'any 913 (BARAUT, 1994-1995: 79-80).
Les referències posteriors al monestir són molt mes minses i, en alguns casos, mes ambigües. L'any 930 el prevere Levoni dona "ad domum Sancti Andree apostoli" i als monjos que la serveixen una vinya que té al lloc anomenat puig de Preixana, dins del terme d'Arsèguel, a canvi de dues lliures d'or (BARAUT, 1994-1995: 88). Tot i que no hi ha cap altra precisió sobre la naturalesa d'aquest monestir, Baraut l'identifíca amb Sant Andreu de la Quera, com també ho fa en el cas d'un document una mica anterior, en què figura una "vinea Sancti Andree apostoli" en una de les afrontacions de la donació d'un camp situat al lloc de Sorri, feta prevere David a Sant Serni de Tavèrnoles l'any 924 (BARAUT, 1994-1995: 87).
La darrera referencia explícita i coneguda de l'existència d'una comunitat de caràcter monàstic a Sant Andreu de la Quera la trobem a l'acta de consagració de l'església del monestir de Sant Serni de Tavèrnoles de l'any 1040, en què consta, entre les possessions de la gran abadia "ipsa cella Sancti Andree apostoli de ipsa Chira, cum decimis et prímiciis atque oblationibus et cimiteriis sive servitiis, una cum domibus, terris et vineis et pertinenciis sive adiacentiis eius" (BARAUT, 1994-1995: 130). La qualificació de Sant Andreu com a cel·la i la seva vinculació amb el monestir de Sant Serni de Tavèrnoles ens indiquen la caiguda de l'antic monestir de Sant Andreu sota la dependència de la gran abadia de la valí del Valira. Es desconeix el moment exacte en què s'hauria produït aquest fet, però en tot cas hauria estat anterior a 1040.
Amb posterioritat a aquell! moment, no tornem a trobar cap esment de Sant Andreu de la Quera, ni com a monestir ni com a cel·la monàstica, malgrat l'abundància relativa de documentació vinculada amb el monestir de Sant Serni de Tavèrnoles, del qual en dependria. Cal esperar al segle xiv per tornar a trobar notícies, no ja de l'antiga cel·la, sinó d'un nucli de la Quera on, suposadament, hauria estat enclavada. L'any 1340 l'abat Guillem de Sant Serni de Tavèrnoles assolia un compromís amb Arnau de Lordat, bisbe d'Urgell, pel qual cedia la vila de la Quera amb totes les seves pertinences al bisbe d'Urgell, el qual reclamava la vila, no com a bisbe d'Urgell sinó com senyor de Castellnou de Carcolze i hereu de la seva mare Cerdana. En compensació, el bisbe cedia al monestir de Sant Serni un mas a Argolell (BARAUT, 1998-2001: 343). L'any 1519, a \'Spill manifest de totes les coses del vescomtat de Castellbó, només resta l'esment d'un mas de la Quera que formava part de la jurisdicció del vescomtat de Castellbó, al terme d'Estamariu (CATALUNYA ROMÁNICA, 1992: 202). Aquest mas, que es trobaria possiblement a l'entorn de l'antiga església, de la qual ja no hi ha cap mes esment conegut, seria l'origen de la Quera nova, un hostal situat a tocar del camí de la Seu d'Urgell a Puigcerdà, on actualment hi ha un restaurant conegut amb aquest nom.